# Leea angulata
Leea angulata är en vinväxtart som beskrevs av Pieter Willem Korthals och Friedrich Anton Wilhelm Miquel. Leea angulata ingår i släktet Leea och familjen vinväxter. Inga underarter finns listade i Catalogue of Life.